# St. Rochus (Jossa)

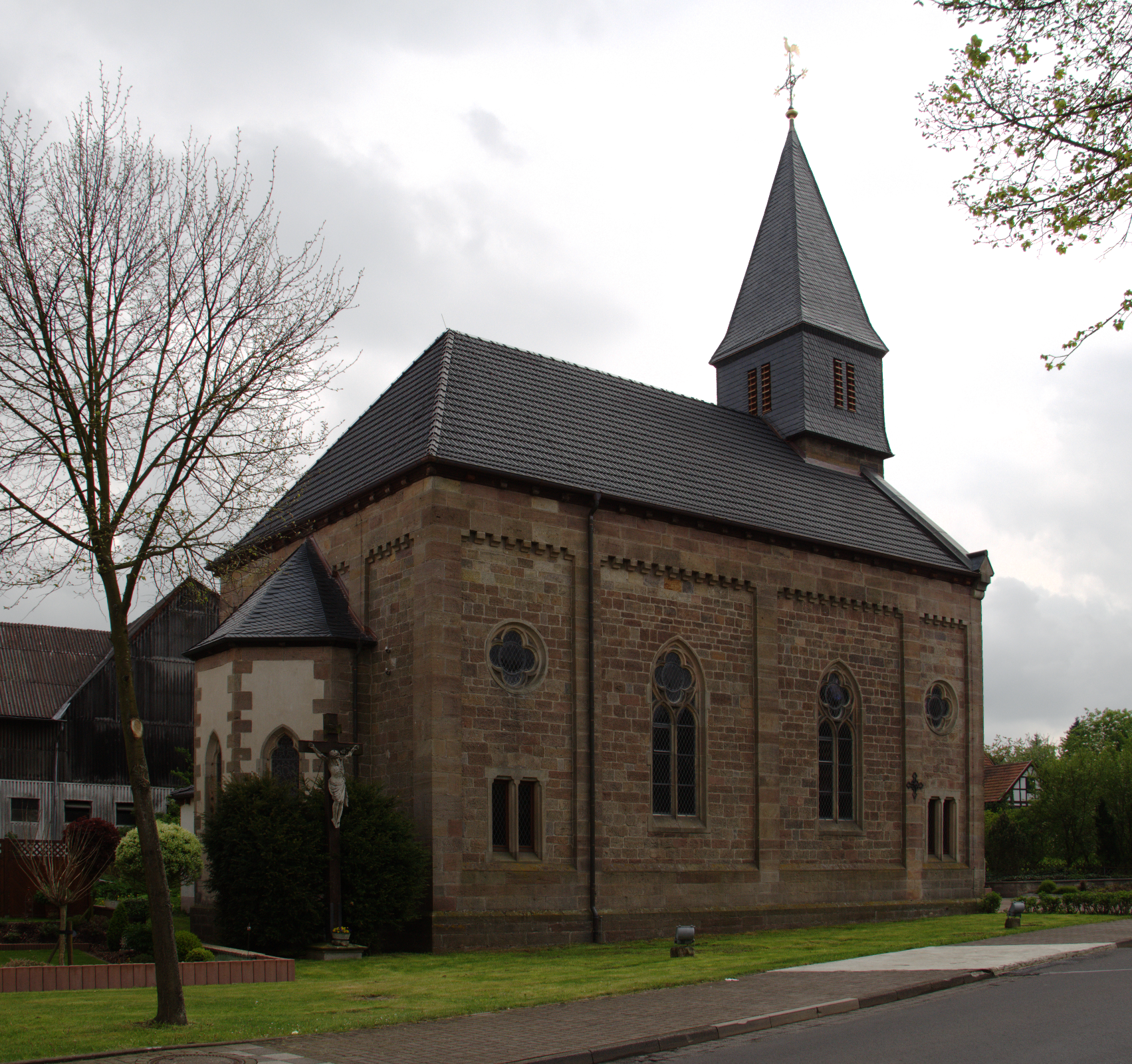
Die Rochuskirche Jossa

St. Rochus ist eine römisch-katholische Filialkirche in Jossa, einem Ortsteil der Gemeinde Hosenfeld im Landkreis Fulda in Hessen.

## Geographische Lage
Das Kirchengebäude ist an der Vogelsbergstraße 17, der Landesstraße L 3079, gelegen.
Zur Filiale gehört auch die kleine Wallfahrtskapelle St. Maria (Schlingenkapelle), die ebenfalls Filialkirche der Pfarrei Heilig Kreuz im Fuldaer Land im Dekanat Neuhof-Großenlüder des Bistums Fulda ist.

## Geschichte
In Jossa steht die vom Fuldaer Baumeister Ernst Kramer, Senior, Horas, in den Jahren 1892/1893 als schlichter Sandsteinquaderbau in neugotischen Formen errichtete Filialkirche St. Rochus. Sie gehört zur Mutterpfarrei St. Peter und Paul in Hosenfeld.

## Architektur

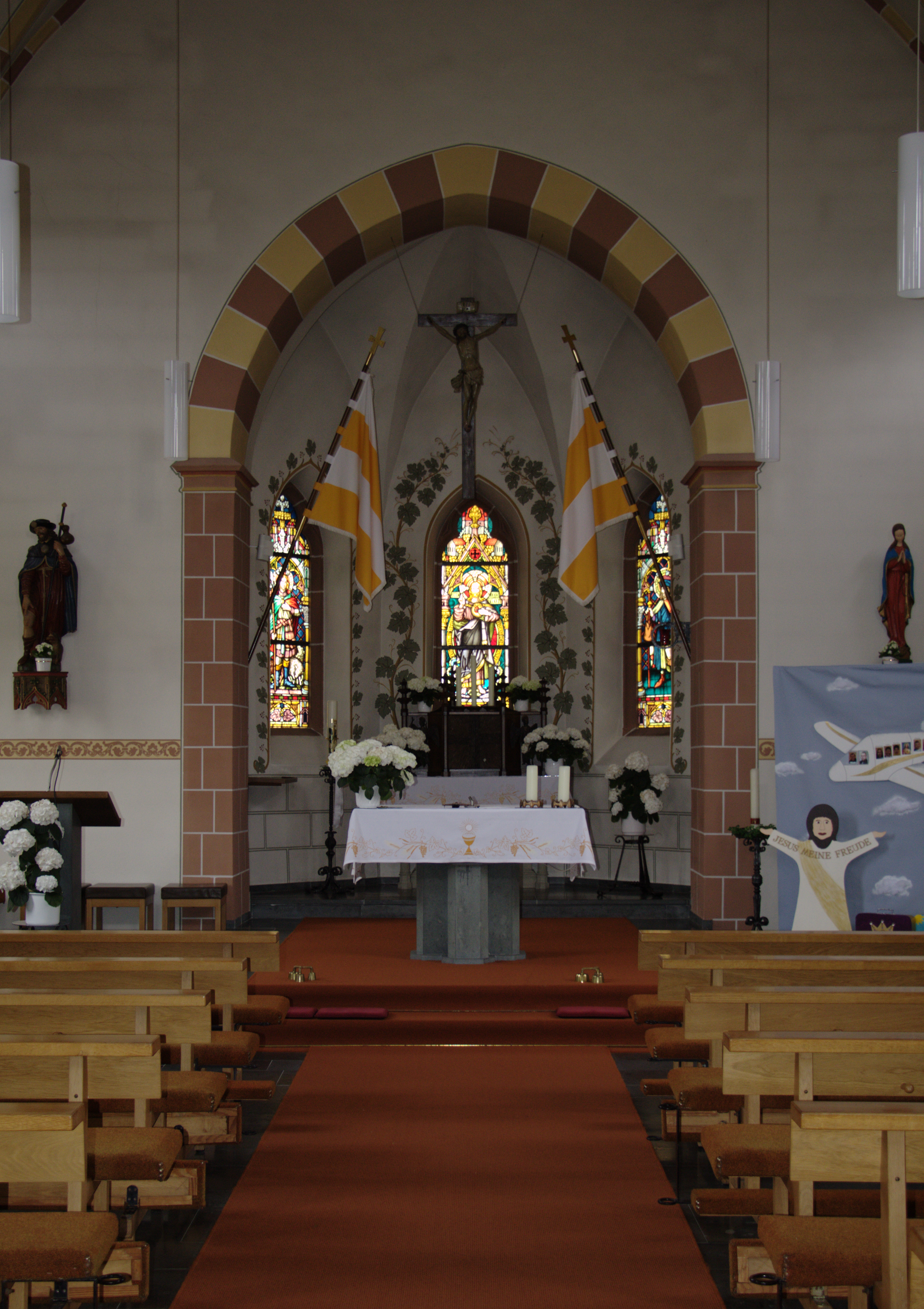
St. Rochus, Innenansicht Altar

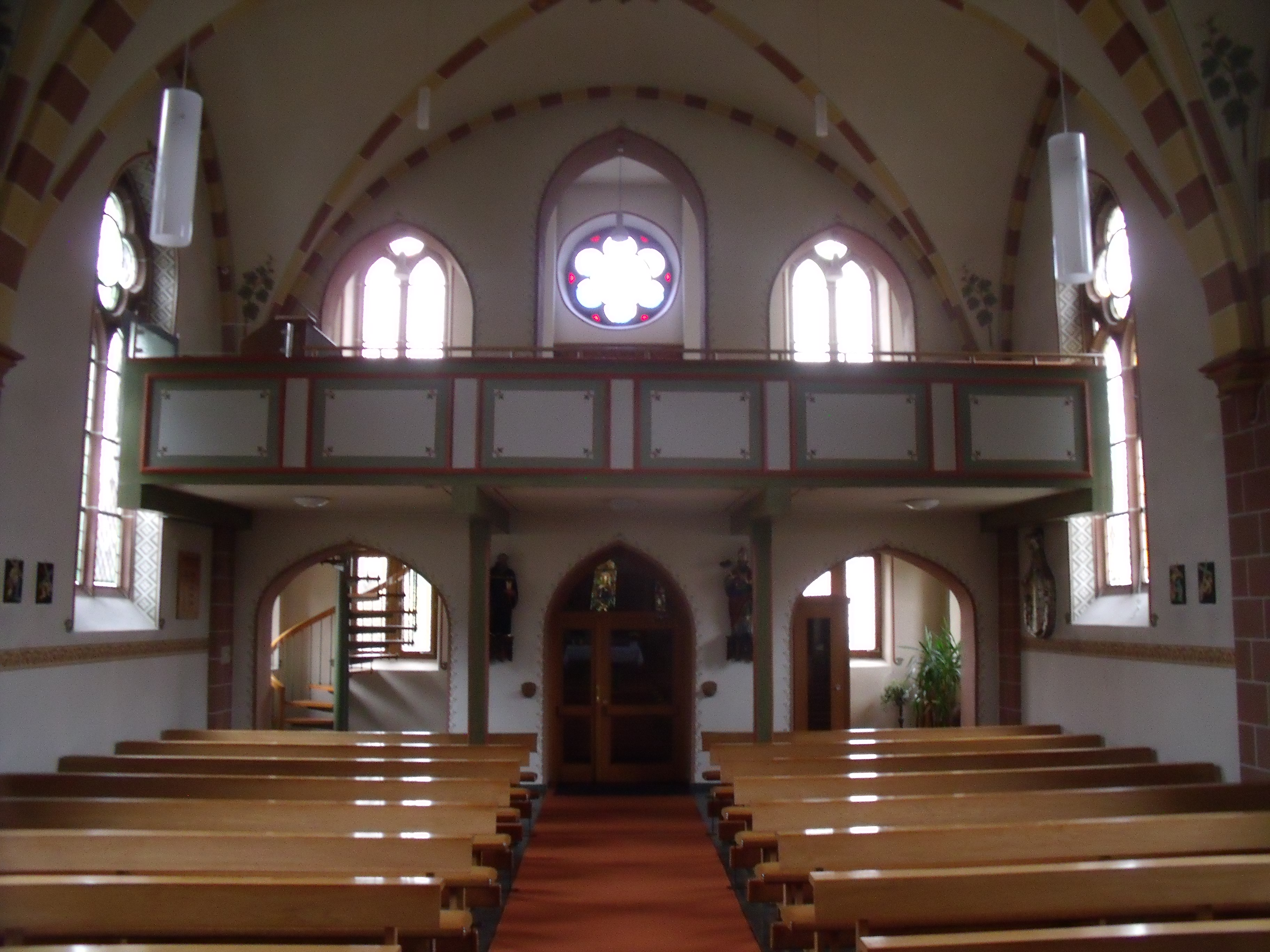
St. Rochus, Innenansicht Empore

Das Kirchenschiff hat vier Fensterachsen mit Lisenen und Konsolfries. Im Kircheninneren ist unterhalb des Dachansatzes ein kurzer eingezogener Chor mit dreiseitigem Schluss angefügt. Im Innenraum ist ein Kreuzgewölbe mit gemalten Rippen und Gurtbögen auf den Wandpilastern. Der Altarraum öffnet sich im Spitzbogen auf profilierten Kämpfern.

## Ausstattung
Um 1900 erhielt die Kirche drei farbige Glasfenster im Chorraum, die das Herz Jesu, St. Rochus und Wendelinus darstellen. Der Altar ist eine neugotische Schnitzarbeit. Das im Chorbogen befindliche Hängekruzifix hat einen älteren Korpus.

## Glocken
Im Jahr der Kirchweihe 1892 lieferte die renommierte Glockengießerei Otto aus Hemelingen/Bremen drei Bronzeglocken für die neugebaute St.-Rochus-Kirche. Die Glocken waren von Pfarrer A. Krah bestellt worden. Die Glocken mit den Schlagtönen a – h – cis wurden im Ersten Weltkrieg beschlagnahmt und eingeschmolzen. Nach dem Krieg im Jahr 1925 goss Otto drei neue Glocken. Die beiden großen Glocken wurde im Zweiten Weltkrieg vernichtet  Nur die kleinste Glocke, die Josefsglocke, blieb erhalten. Sie trägt eine Inschrift, die Jahreszahl 1925 und das alte Gießerzeichen der Firma Otto. Nach dem Zweiten Weltkrieg lieferte Otto im Jahr 1950 zwei neue Glocken. Die Neugüsse tragen das neue Gießerzeichen der Ottos. Sie sind Maria und St. Rochus geweiht. So befindet sich heute im Glockenturm ein Dreigeläute von OTTO-Glocken mit den Schlagtönen b, cis und dis.

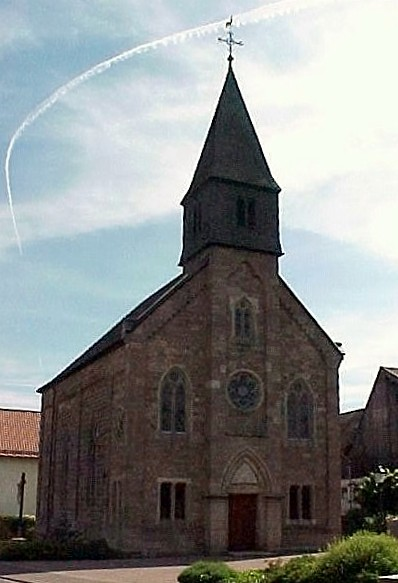
Südansicht
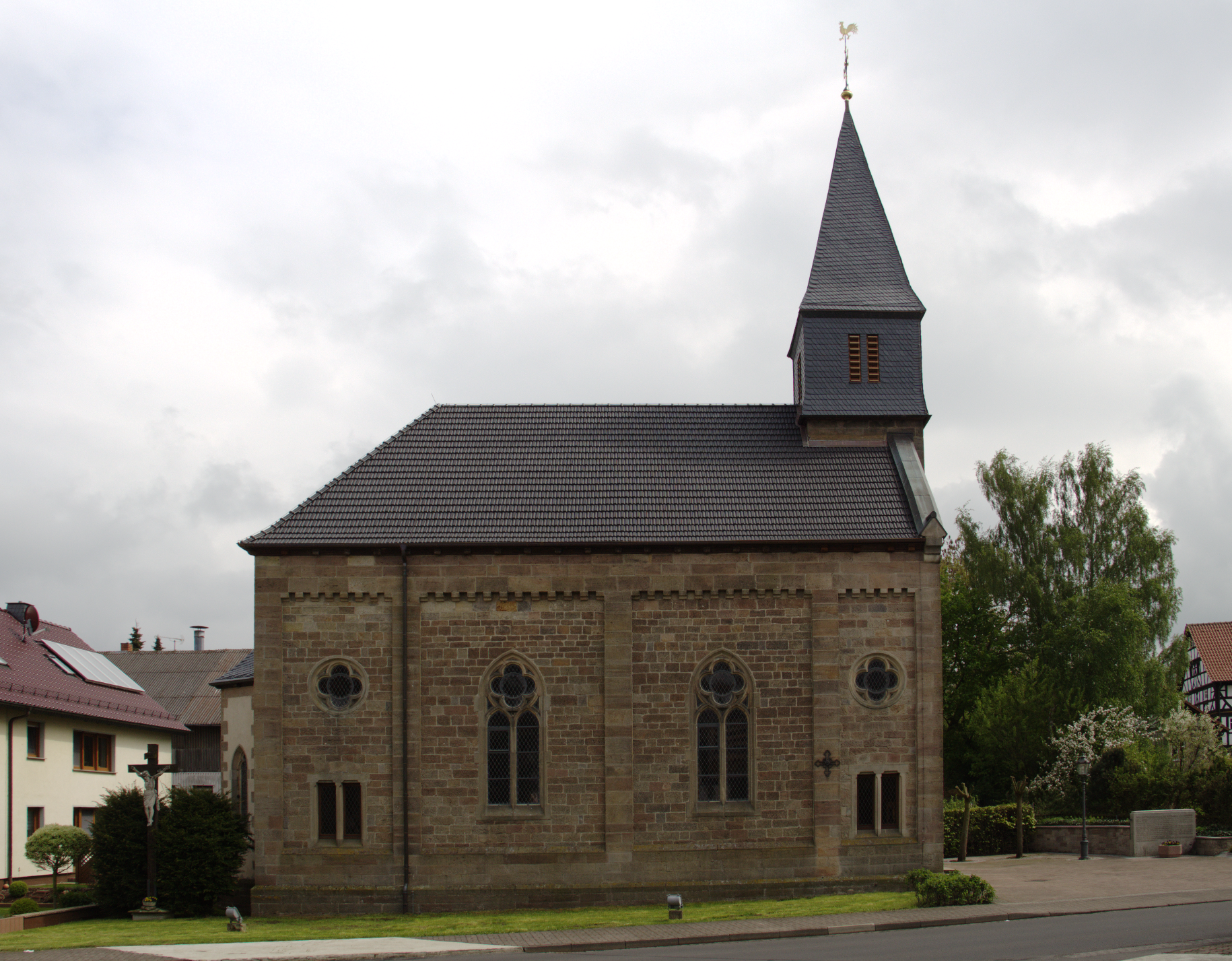
Westansicht